# かたぐるま (月曜スター劇場)
『かたぐるま』は、1979年から1982年に日本テレビ系列の「月曜スター劇場」枠で放映された加山雄三主演のテレビドラマ。

## かたぐるま（第1シリーズ）
1979年5月7日から10月29日まで放送。全26回。

### 概要
- 横浜市にある放送ライブラリーでは、第一回（1979年5月7日放送分）の閲覧が可能である[1]。

### 配役
- 田代征一郎：加山雄三
- 吉野茂子：桜田淳子
- 大熊康子：音無美紀子
- 栗田三郎：柴田恭兵
- 田代光夫：坂上忍
- 田代令子：城山美佳子
- 吉野志津：丘みつ子
- 鮫島哲夫：小倉一郎
- 田代勝彦：前田吟
- 原ミドリ：木ノ葉のこ
- 桃川：小鹿番
- 桃川ゆり子：新橋耐子
- 吉野庄助：織本順吉
- 平田守
- 宇乃壬麻
- 市川千恵子
- 野路きくみ
- 北川欽三
- 斉藤清六
- 安田幸代
- 石野新太郎
- 戸川暁子
- 中岡弁護士：山岡久乃
- 大熊信平：佐野浅夫
- 大熊花子：赤木春恵
- 梅本増吉：財津一郎
- 田代芳江：杉村春子

### スタッフ
- 作：ジェームス三木
- 音楽：横山菁児
- 制作：早川恒夫、溝口至
- T.D：伊藤邦雄
- カメラ：片野憲司
- 音声：助川洋昭
- 照明：長嶋美夫
- 音楽効果：門司正一
- VTR：桜井美紀夫
- メーク：池上美代子
- 演出助手：高木治男
- 美術：小村一朗
- 小道具：川合政行
- 大道具：水越和夫
- 衣裳：永井勝治
- 協力：東亜国内航空、札幌グランドホテル
- 制作協力：札幌テレビ
- ガラス工芸監修：江副行昭
- 衣裳協力：すずのき、デサント
- 技術協力：生田スタジオ
- 協力：恩田光（加山プロモーション）、サンミュージック企画
- プロデューサー：平林邦介、大貫伊佐雄（東宝）
- 演出：田中康隆
- 製作：日本テレビ

### 主題歌・挿入歌
主題歌
- 「何故」（歌：シーガル）
  - 作詩：阿久悠／作曲：大野克夫／編曲：高田弘

挿入歌
- 「真夏日」（歌：シーガル）
  - 作詩：阿久悠／作曲：大野克夫／編曲：高田弘

## かたぐるまII
1980年5月12日から11月3日まで放送。全26回。

### 配役
- 石黒紘一：加山雄三
- 今西みゆき：音無美紀子
- 房子：香山美子
- 今西明彦：川﨑麻世
- 石黒充：坂上忍
- 香取洋子：伊藤咲子
- 綿貫弥生：泉ピン子
- 成田桂馬：牟田悌三
- 竹中久志：赤塚真人
- 深川輝雄：誠直也
- 古畑室長：奥野匡
- 岸田努：大鹿伸一
- 看護婦：宇都宮英世
- 石黒平之進：松村達雄
- 今西鶴子：山岡久乃
- 石黒せい：杉村春子

### スタッフ
- 作：ジェームス三木
- 音楽：田辺信一、東京音楽事務所
- 制作：早川恒夫
- 技術：伊藤邦雄
- カメラ：片野憲司
- 音声：助川洋昭
- 照明：渡瀬治夫
- 音楽効果：門司正一
- 調整：小野繁
- VTR：桜井美紀夫
- 美粧：池上美代子
- 美術：小村一朗
- 大道具：水越和夫
- 小道具：水島秀夫
- 衣裳：山田秀夫
- 特効：高橋修治
- 持道具：佐藤章
- 花：佐藤美智子
- 演出助手：高木治男
- 制作補：赤羽根敏男
- 衣裳協力：きものの三松、デサント
- 建築コンサルタント：綜合計画、小林正樹
- 制作協力：加山プロモーション
- 技術協力：生田スタジオ
- プロデューサー：平林邦介、恩田光
- 演出：田中康隆、篠木為八男
- 製作：日本テレビ

### 主題歌・挿入歌
主題歌
- 「さらば青春」（歌：新沼謙治）
  - 作詞：ジェームス三木／作曲：徳久広司／編曲：薗広昭

挿入歌
- 「もやもや」（歌：新沼謙治）
  - 作詞：ジェームス三木／作曲：徳久広司／編曲：薗広昭

## かたぐるまIII
1981年11月9日から1982年5月31日まで放送。全30回。

### スタッフ
- 作：ジェームス三木
- プロデューサー：早川恒夫
- 演出：田中康隆、篠木為八男

### 配役
- 徳永昭雄：江守徹
- 宗方正之：加山雄三
- 宗方典子：香山美子
- 中川たみ：杉村春子
- 村上辰子：山岡久乃
- 村上めぐみ：藤谷美和子
- 宗方マモル：坂上忍
- 桜木チカ：沢村貞子
- 西長九造：松村達雄
- 山本武彦：寺田農
- 大町久美：加賀まりこ